# Daniela Gleue
Daniela Gleue är en tysk kanotist.
Hon tog bland annat VM-guld i K-2 500 meter i samband med sprintvärldsmästerskapen i kanotsport 1994 i Mexico City.